# Ivre de femmes et de peinture
Pour plus de détails, voir Fiche technique et Distribution.
Ivre de femmes et de peinture (hangeul : 취화선 ; RR : Chihwaseon) est un film dramatique historique sud-coréen écrit et réalisé par Im Kwon-taek, sorti en 2002.
Ce long métrage raconte l'histoire du peintre Jang Seung-eop dit Owon (1843-1897) et de la Corée à la fin du XIXe siècle.
Il est présenté au Festival de Cannes 2002 « en compétition » et a reçu le Prix de la mise en scène.

## Synopsis
D'origine modeste, Jang Seung-eop est un artiste peintre coréen qui accède à la reconnaissance pour la maîtrise de son art, malgré son excentricité et son irrésistible amour des femmes et de l'alcool.

## Fiche technique
- Titre : Ivre de femme et de peinture
- Titre original : 취화선 (Chihwaseon)
- Titre anglais : Strokes of Fire
- Réalisation : Im Kwon-taek
- Scénario : Im Kwon-taek et Kim Yong-oak, d'après une histoire originale de Min Byung-sam[1]
- Décors : Joo Byung-do
- Costumes : Kim Ki-chul et Lee Hye-ran
- Photographie : Jung Il-Sung
- Montage : Park Soon-deok
- Musique : Kim Yong-dong
- Production : Lee Tae-won
- Société de production : Taehung Pictures
- Société de distribution : Cinema Service, K-Films Amérique (Québec)
- Pays d'origine : Corée du Sud
- Langue originale : coréen
- Format : couleur - 1.85 : 1 - Dolby SRD - 35 mm
- Genre : drame historique
- Durée : 117 minutes
- Dates de sortie :
  -  Corée du Sud : 10 mai 2002
  -  France : 25 mai 2002 (Festival de Cannes)
  -  Canada : 10 septembre 2002 (Festival international du film de Toronto)
  -  Belgique,  France : 27 novembre 2002
  -  Québec : 1er décembre 2006

## Distribution
- Choi Min-sik : Jang Seung-eop / Owon
- Ahn Sung-ki : Maître Kim Byung-Moon
- You Ho-Jeong : Mae-Hyang
- Kim Yejin : Jin-Hong
- Ye-jin Son : So-Woon

## Production
Dans les années 90, le réalisateur-scénariste Im Kwon-taek souhaite réaliser un film sur le peintre de la fin de la dynastie de Joseon Kim Hong-do, alias Danwon. Malheureusement il n'a guère d'informations sur cet artiste. Après l'échec populaire de La Chanteuse de pansori (서편제, 1993), il pense à raconter "la vie dramatique de Jang Seung-eop, peintre ayant vécu à l'époque de l'effondrement de la dynastie de Joseon (…)". Dans un entretien le directeur de la photographie Jung Il-Sung parlera de la « philosographie » de cet artiste.
Adaptant l'œuvre originale de Min Byung-sam , Im Kwon-taek écrit le scénario avec un autre scénariste Kim Yong-oak. À propos de ce film, le producteur Lee Tae-won indique que cette histoire est celle « d'un homme qui essaie de surmonter des obstacles toute sa vie, sujet universel dans lequel tout le monde peut se reconnaître ».

## Accueil

### Sorties internationales
Ivre de femmes et de peinture sort le  10 mai 2002 en Corée du Sud.
Quelques jours après, le film est sélectionné « en compétition » au Festival de Cannes où le réalisateur est récompensé du Prix de la mise en scène en ex æquo avec Paul Thomas Anderson pour son Punch-Drunk Love (2002). Il est ensuite projeté aux grands écrans en Belgique et France à partir du 27 novembre 2002, au Québec le 1er décembre 2006.

### Box-office
| Pays ou région | Box-office      | Date d'arrêt du box-office | Nombre de semaines |
| -------------- | --------------- | -------------------------- | ------------------ |
| Corée du Sud   | —               | —                          | —                  |
| Belgique       | —               | —                          | —                  |
| France         | 253 821 entrées | —                          | —                  |

## Distinctions

### Récompenses
- Festival de Cannes 2002 : « En compétition » - Prix de la mise en scène (ex æquo)
- Blue Dragon Film Awards 2002 : Meilleur film (Im Kwon-taek)
- Union de la critique de cinéma : Grand Prix (Im Kwon-taek)

### Nominations
- Festival de Cannes 2002 :
  - Palme d'or (Im Kwon-taek)
  - Grand prix (Im Kwon-taek)
  - Prix du jury (Im Kwon-taek)
- Camerimage 2002 : Golden Frog (Il-sung Jung )
- Festival international du film de Chicago 2002 : Gold Hugo du meilleur film (Im Kwon-taek)
- César du cinéma 2003 : Meilleur film étranger (Im Kwon-taek)
- Festival international du film de Marrakech 2009 : Longs-métrages - « Hors-compétition » (Im Kwon-taek)
- Festival international du film de Washington 2011 : (Im Kwon-taek)